# Lehnstedt
Lehnstedt település Németországban, azon belül Türingiában. Lakosainak száma 342 fő (2023. december 31.).

## Népesség
A település népességének változása:
| Lakosok száma | 355  | 350  | 346  | 349  | 337  | 342  |
|               | 2014 | 2017 | 2019 | 2021 | 2022 | 2023 |